# Antonio Nardi (pittore)
Antonio Nardi (Cerea, 2 giugno 1888 – Verona, 28 luglio 1965) è stato un pittore italiano.
Ha sviluppato la sua attività artistica dal 1910 al 1965 nella città di Verona, dove ha insegnato al corso di pittura dell'Accademia Cignaroli fin dal 1924.

## Biografia
Antonio Nardi nasce il 2 giugno 1888 a Cerea, in provincia di Verona, da Domenico Nardi e da Clodomira Bellavite.
La famiglia Nardi vive a Cerea fino al 1897, quando si trasferisce a Verona, dove Antonio, dopo il biennio del Ginnasio Stimmate, nel 1903 inizia a frequentare l'Accademia di belle arti Gian Bettino Cignaroli di Verona, diretta da Alfredo Savini dal 1900, e il Corso di Ornato presso la Scuola d'Arte Applicata all'Industria di Verona.
Nel 1908, terminati il Corso di Perfezionamento presso l'Accademia Cignaroli e il Corso per lavori in affresco e tempera presso la Scuola d'Arte Applicata all'Industria di Verona, esegue opere di affresco nella sala dedicata a Paolo Veronese del Museo di Verona (ora Museo di Scienze Naturali). Nel 1910 esegue gli affreschi dell'Oratorio della Parrocchiale di Cerea (distrutto da eventi bellici) e partecipa a Verona all'Esposizione biennale di Belle Arti (aprile 1910).
Nel 1912 insegna disegno presso la Scuola d'Arte Applicata all'Industria di Verona, dove rimane fino al 1926, e partecipa a Verona all'Esposizione biennale di Belle Arti (marzo 1912).
Partecipa a Roma all'Esposizione Amatori e Cultori di Belle Arti (aprile 1915), a Verona all'Esposizione d'Arte Pro Assistenza Civica (aprile 1918) e a Torino alla Mostra delle Tre Venezie (novembre 1918).
Espone alla IX Mostra di Ca' Pesaro di Venezia del 1919 e alle successive XIII e XIV del 1923, organizzate da Nino Barbantini; partecipa all'Esposizione Cispadana di Belle Arti degli artisti soldati e congedati (Verona, 24 maggio - 24 giugno 1919), alla 1ª Quadriennale di Torino (autunno 1919) e alla successiva Quadriennale di Torino (primavera 1923).
Nel 1922 espone all'Esposizione Nazionale d'Arte di Padova, all'esposizione La Fiorentina Primaverile di Belle Arti e alla XIII Esposizione internazionale d'Arte della Città di Venezia  Archiviato il 20 novembre 2018 in Internet Archive..
Nel 1923 riceve la Medaglia d'Oro per il quadro Figure nel mio Studio alla XXXVIII Esposizione d'Arte della Società di Belle Arti di Verona.
Il 28 ottobre 1924 muore Alfredo Savini ed Antonio Nardi gli subentra nell'incarico, mantenuto ininterrottamente fino al 1965, di docente di Pittura presso l'Accademia Cignaroli di Verona.
Nello stesso anno partecipa alla XIV Esposizione internazionale d'Arte della città di Venezia  Archiviato il 28 settembre 2015 in Internet Archive..
Nel 1926 espone invitato alla IV "Esposizione d'Arte delle Tre Venezie" di Padova, ove il dipinto Figura nel mio studio viene acquistato per la Galleria Nazionale d'Arte Moderna di Roma.
Nel 1927 è presente a Verona alla XXXX Esposizione Nazionale d'Arte della Società Belle Arti (aprile - maggio 1927), a Padova (maggio – giugno 1927) alla V Esposizione d'Arte delle Venezie, a Venezia (6 luglio – 30 settembre) alla XVIII Mostra Opera Bevilacqua La Masa e a Milano alla Mostra Nazionale Belle Arti (ottobre - novembre 1927).
Nel 1929 partecipa a Verona alla 41ª Mostra d'Arte (Società Belle Arti e Sindacato Fascisti Artisti Veronesi), a Padova all'Esposizione d'Arte Triveneta del Sindacato Fascista degli Artisti (8 giugno - 20 luglio) e nel 1930 alla XXI Esposizione dell'Opera Bevilacqua La Masa - 1ª Regionale veneta (Venezia, 27 luglio - 5 ottobre).
Nel 1934 espone alla XIX Biennale d'Arte della città di Venezia  Archiviato il 20 novembre 2018 in Internet Archive., alla XLIV Biennale d'Arte della Società Belle Arti di Verona (agosto 1934) e nel 1935 espone invitato alla Mostra di "Quarant'anni d'Arte Veneta" di Venezia, riservata agli Artisti invitati alle precedenti edizioni della Biennale di Venezia.
Nel 1948 espone all'Esposizione Nazionale d'Arte "Quadriennale di Roma" (marzo – maggio 1948), alla XXIV Biennale internazionale d'Arte di Venezia  Archiviato il 20 novembre 2018 in Internet Archive. e, sempre a Venezia, presso l'Opera Bevilacqua La Masa,(8 – 22 maggio 1948) ha luogo la mostra personale di Antonio Nardi e della scultrice Maria Trevisani.
È Segretario del Sindacato di Verona della Federazione Nazionale Artisti (Presidente della Federazione Nazionale Roberto Melli), dalla sua costituzione sino al 1961 e in tale periodo è promotore e organizzatore delle Mostre Sindacali dal 1952 al 1961.
Nel 1955 partecipa alla XI Biennale d'Arte Triveneta di Padova (settembre – ottobre), alla XIX Biennale nazionale al Palazzo della Permanente di Milano e nel 1957 è presente alla Mostra del Centenario della Biennale della Società di Belle Arti di Verona (2 giugno - 2 luglio 1957).
Nel 1961, alla LV Biennale Nazionale di Verona, riceve la Medaglia d'oro alla carriera del Presidente della Repubblica.
Muore a Verona il 28 luglio 1965.

## Esposizioni
Esposizioni postume di rilievo:
- 1967 Firenze, Palazzo Strozzi, 26 febbraio-28 maggio 1967: Arte Moderna in Italia 1915 - 1935, curata da Carlo Ludovico Ragghianti.
- 1967 Verona, Sala Boggian, 19 novembre – 10 dicembre 1967: Mostra commemorativa di Antonio Nardi.
- 1971 Verona, Palazzo della Gran Guardia, 7 ottobre 1971: Verona Anni Venti.
- 1980 Bologna, Galleria d'Arte Moderna, maggio - agosto 1980: La metafisica: gli Anni Venti.
- 1980 – 1981 Parigi Centre Georges Pompidou, dicembre 1980 – aprile 1981 e Berlino Staatliche Kunsthalle, maggio – giugno 1981: Les réalismes 1919 - 1939 entre révolution et réaction.
- 1988 – 1989 Verona, 7 novembre 1988 – 29 gennaio 1989 e Milano Palazzo Reale, 16 febbraio – 2 aprile 1989: Realismo magico pittura e scultura in Italia 1919 – 1925.

## Opere
Sue opere si trovano presso:
- GNAM Roma (Figura nel mio studio, 1924)
- Galleria d'arte moderna Palazzo Forti Verona (Fanciulla, 1914 – Mia madre, 1919 – Bambine, 1920 https://artsandculture.google.com/asset/due-bimbe/bgHdouFK9ycEUw – Zucca sul davanzale, 1923 – Collina Veronese, 1928 – Fanciulla dormiente, 1954 https://artsandculture.google.com/asset/nudo-femminile/DwH2aaW8F2Vb1Q.
- Accademia Cignaroli di Verona (Testa di vecchio, 1906 – Studio di vecchio, 1906 – Ritratto, 1924 – Nudo, 1924 – Nudo con vaso, 1957).
- Fondazione Domus Cariverona di Verona (Interno, 1921 - Cortile, 1924 – La figlia del contadino, 1944 – Natura morta con uva, 1953 – Vaso di fiori con libro, 1941).
- Provincia di Verona (Alberi nel bosco, 1951 - 55 - Vaso di fiori, 1955 ).
- Collezionisti Privati.

## Formazione e poetica

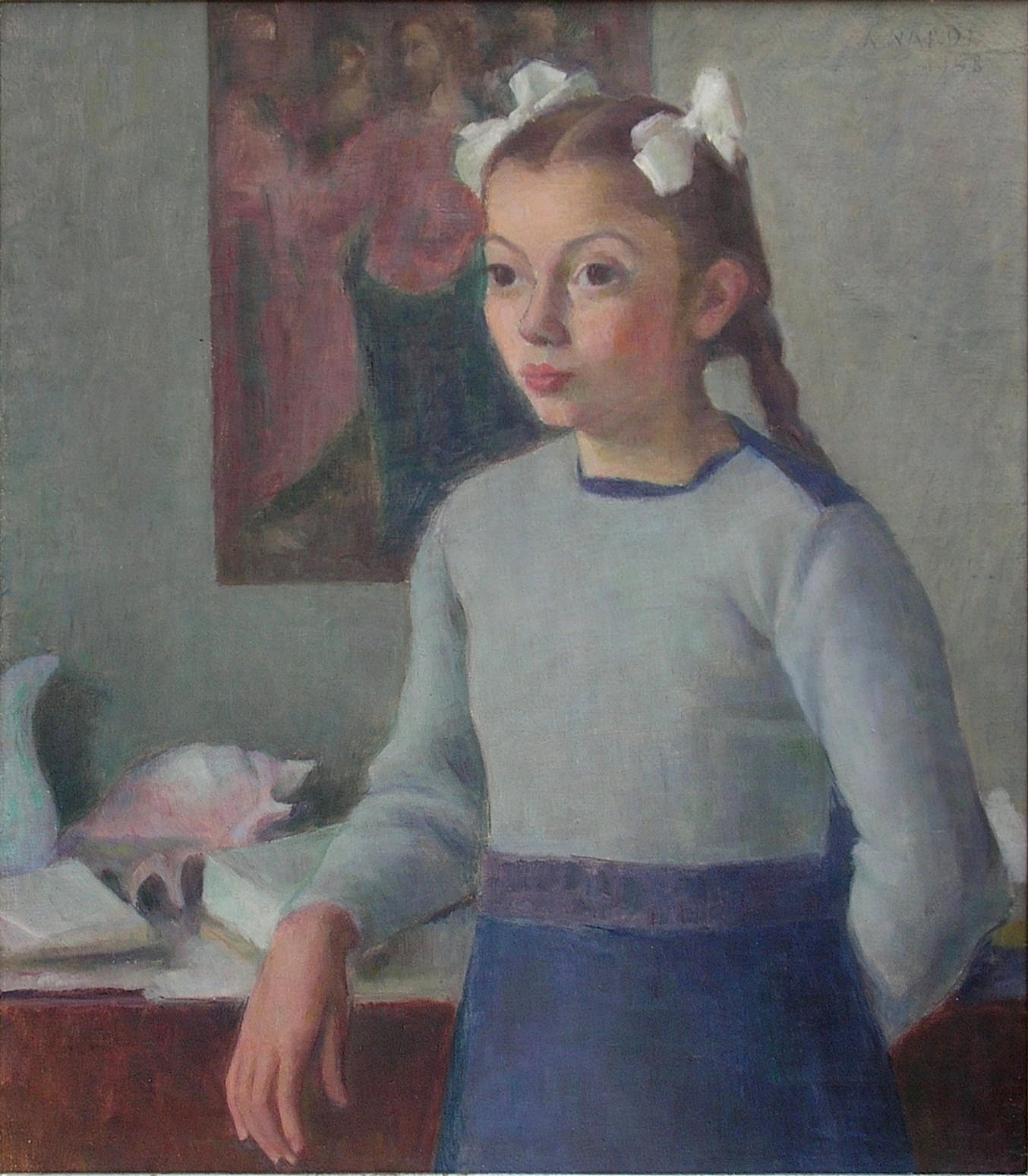
Bambina con le trecce, 1948 (olio su tela, 60 × 70 cm)

Antonio Nardi si è formato alla scuola di Alfredo Savini e, dopo essere passato attraverso esperienze forse rivolte alla Secessione Viennese, negli anni venti si espresse con forme rigorose e plastiche dai colori altrettanto rigorosamente selezionati, tanto che da alcune fonti critiche fu accostato al movimento chiamato del Realismo Magico.
Negli anni trenta la sua pittura si è ammorbidita nelle forme e arricchita nei colori, in un continuo progredire, fino ad arrivare ai risultati sereni e luminosi del successivo periodo di attività.
Il suo operato è stato in continua e costante evoluzione, con lievi ma decisi mutamenti di rotta ogni volta che sentiva di essere arrivato al culmine di un'esperienza o che l'insistere nella stessa direzione lo avrebbe portato solo a risultati di arido formalismo.
Sue fonti d'ispirazione furono inizialmente l'ambiente familiare, costantemente la donna e, dagli anni trenta, la luce e i colori della natura.